# Bruno de Carvalho
Bruno Miguel de Azevedo Gaspar de Carvalho (Lourenço Marques, 8 febbraio 1972) è un imprenditore portoghese, noto per essere stato il presidente dello Sporting Lisbona dal 23 marzo 2013 al 24 giugno 2018.
Figura controversa, tanto da essere paragonato a Donald Trump, è stato il primo presidente dello Sporting a dimettersi per volere degli associati.

## Biografia
Nel 2011, Bruno de Carvalho fu candidato alla presidenza dello Sporting Lisbona, ma perse contro Godinho Lopes. Nel 2013, Carvalho è nuovamente candidato e vince le elezioni diventando il 42º presidente dello Sporting. Il 4 marzo 2017 è stato rieletto con l'86.13% dei voti e il record di 18 755 votanti. Il 24 giugno, dopo una riunione dei membri dello Sporting, si è votato per le dimissioni di Carvalho.